# Лакома Буда
Лакома Буда (рос. Лакомая Буда) — село в Климівському районі Брянської області Російської Федерації.
Населення становить 417 осіб. Входить до складу муніципального утворення Лакомобудське сільське поселення.

## Історія
Населений пункт розташований у межах українського етно-культурного регіону Стародубщини.
Від 2005 року входить до складу муніципального утворення Лакомобудське сільське поселення.

## Населення
| 2010 | 2013 |
| ---- | ---- |
| 478  | ↘417 |